# Japanologie

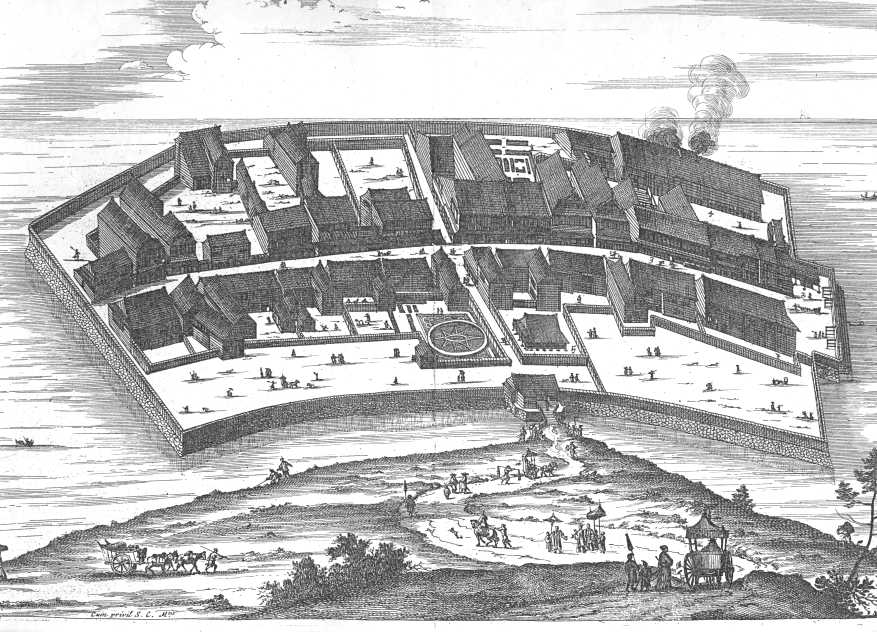
Ostrůvek Dešima u Nagasaki roku 1669.

Japanologie (též japanistika nebo japonská studia) je filologický vědecký obor zabývající se studiem jazyka, dějin, literatury, hudby, vědy a kultury japonského národa. Je řazena do orientalistiky, pro kterou se od poloviny 20. století více používá termín Asijská a africká studia. Vědci zabývající se japanologií se nazývají japanologové.

## Historie

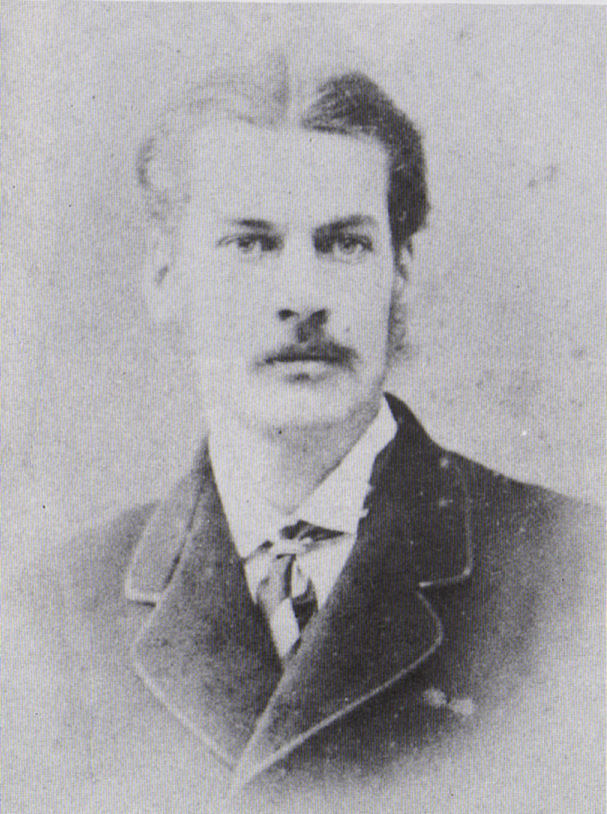
Ernest Mason Satow

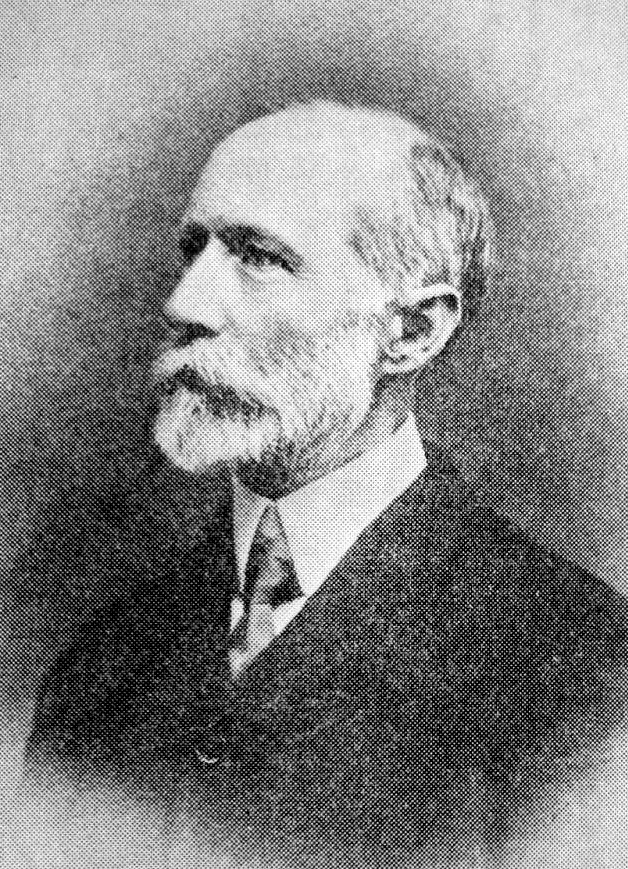
Basil Hall Chamberlain

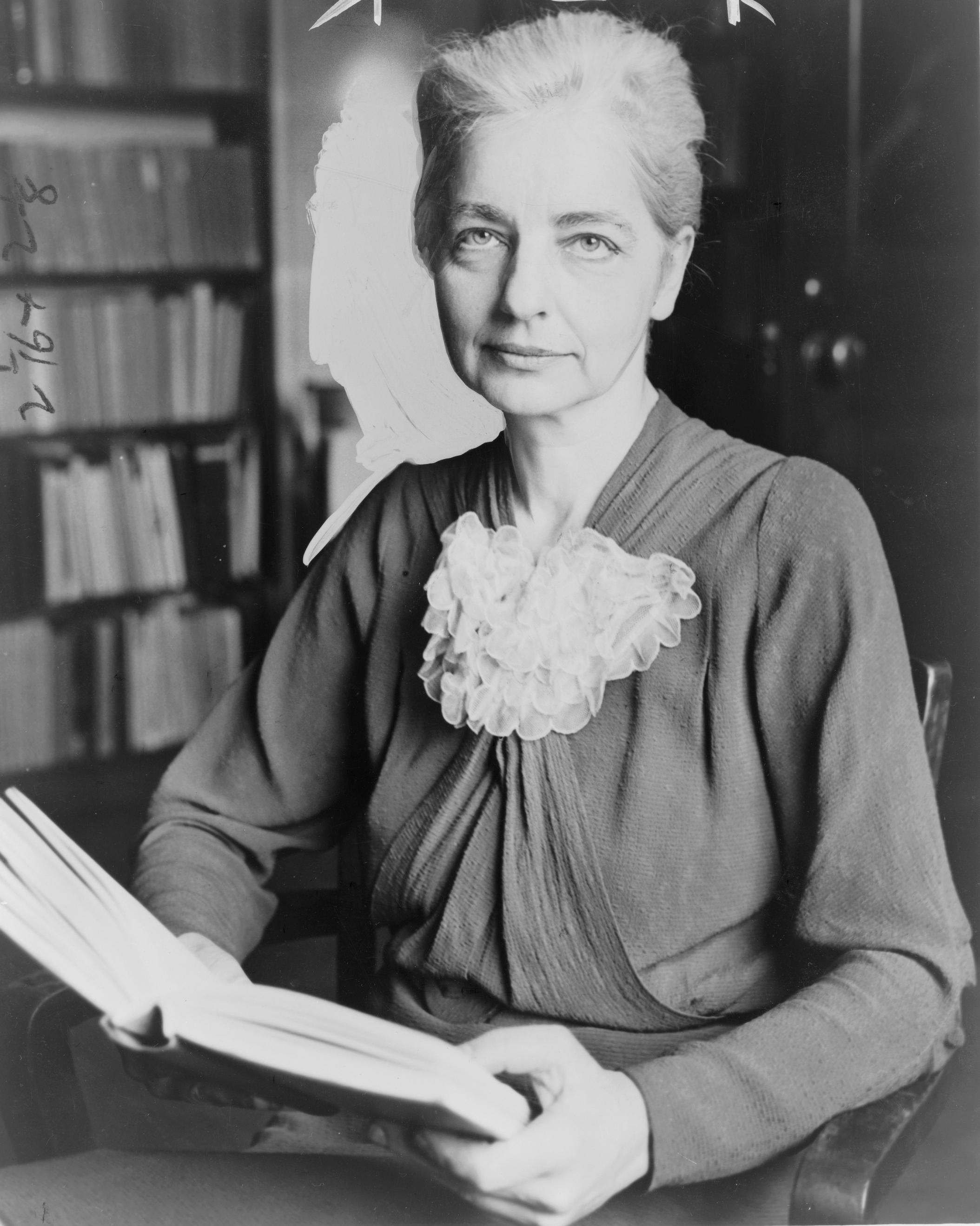
Ruth Benedictová

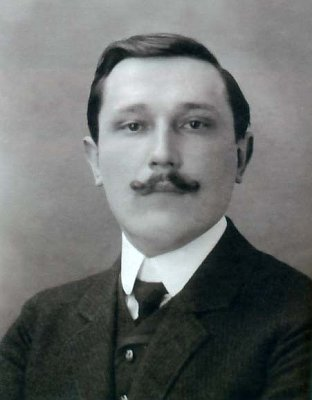
Joe Hloucha

Kořeny japanologie sahají do roku 1634, kdy byla v Nagasaki na malém umělém vějířovitém ostrůvku Dešima založena faktorie Nizozemské Východoindické společnosti, která byla v období Edo až do roku 1870 jedinou spojnicí Japonska s Evropou. Založení Asijské společnosti pro Japonsko v Jokohamě roku 1872 britskými a americkými obchodníky, misionáři a diplomaty v době Meidžiho reforem je pak považováno za rok vzniku japanologie jako vědní disciplíny.
Postupně vznikly další organizace zabývající se podporu japanologie po celém světě. Roku 1972 byla založena Japonská nadace pro mezinárodní výměnu se sídlem v Tokiu, jejímž úkolem je podpora a šíření japonského jazyka a kultury v zahraničí (v současné době má více než dvacet poboček po celém světě). Roku 1973 vznikla Evropská asociace pro japonská studia, roku 1987 Mezinárodní výzkumné centrum pro japonská studia v Kjótu. Od roku 1974 vydává Washingtonská univerzita v Seattlu The Journal of Japanese Studies jako multidisciplinární fórum pro výměnu nejnovějších informací a výsledků výzkumu týkající se Japonska.
V Československu a poté Česku je japanologie (později japonská studia) jako samostatný obor vyučována na Filozofické fakultě univerzity Karlovy od roku 1947. Československo-japonská společnost byla založena roku 1946 a v roce 1948 byla rozpuštěna. V roce 1969 byla její činnost obnovena a po několika měsících opět pozastavena. Současná Česko-japonská společnost byla založena roku 1990.

## Významní japanologové

### Zahraniční
- Ruth Benedictová (1887–1948), Američanka. kulturní antropoložka.
- John Harington Gubbins (1852–1929), Brit, konzul, spoluzakladatel Asijské společnosti pro Japonsko.
- Lafcadio Hearn (1850–1904), irsko-řecký spisovatel.
- Basil Hall Chamberlain (1850–1935), Brit, profesor na Tokijské císařské univerzitě.
- Donald Keene (1922–2019), americký pedagog, japanolog a překladatel.
- Hideo Levy (* 1950), japonsky píšící Američan a překladatel.
- Edwin O. Reischauer (1910–1990), Američan, diplomat.
- Ernest Mason Satow (1843–1929), Brit, diplomat, spoluzakladatel Asijské společnosti pro Japonsko.
- Edward Seidensticker (1921–2007), Američan, profesor a překladatel.
- Isaac Titsingh (1745–1812), Nizozemec, chirurg, kupec a diplomat, vedoucí činitel Nizozemské Východoindické společnosti.
- Svatý František Xaverský (1506–1552), navarrský katolický kněz a misionář.

### Čeští
- Libuše Boháčková (1927–1994), překladatelka, učitelka, kurátorka japonských sbírek v Náprstkově muzeu.
- Barbora Markéta Eliášová (1874–1957), cestovatelka, spisovatelka a učitelka.
- Karel Fiala (* 1946), lingvista a filolog, vysokoškolský pedagog a překladatel (Příběh rodu Taira, Příběh prince Gendžiho).
- Vlasta Hilská (1909–1968), profesorka japonské filologie a dějin, překladatelka (Verše psané na vodu společně s Bohumilem Mathesiem).
- Joe Hloucha (1881–1957), spisovatel a cestovatel.
- Věnceslava Hrdličková (1924–2016), spisovatelka a překladatelka.
- Jiří Janoš (* 1942), publicista a spisovatel.
- Jiří Jelínek (1939–2008), strojový překlad mezi japonštinou a angličtinou.
- Tomáš Jurkovič (* 1976), překladatel.
- Jan Levora (* 1957), český překladatel.
- Antonín Líman (1932–2018), pedagog a překladatel (Manjošú (deset tisíc listů ze starého Japonska).
- Miroslav Novák (1924–1982), literární teoretik a překladatel.
- Filip Suchomel (* 1966), historik umění a pedagog.
- Zdenka Švarcová (* 1942), pedagožka a překladatelka.
- Zdeňka Vasiljevová (1935–2004), historička.
- Vlasta Winkelhöferová (1932–2022), překladatelka a publicistka.